# Чичков Валерій Михайлович
Вале́рій Миха́йлович Чи́чков (нар. 26 квітня 1949, місто Арти, Свердловська область, Росія) — український політик. Народний депутат України 3-го, 4-го та 5-го скликань.

## Освіта
У 1978 році закінчив Запорізький індустріальний інститут за фахом інженер-економіст («Економіка і організація металургійної промисловості»).

## Кар'єра
- 1964–1968 — учень Фальського політехнікуму. В.о. інженера Артинського заводу металовиробів.
- 1968–1970 — коваль заводу «Запоріжсталь».
- 1970–1972 — служба в армії.
- 1972–1981 — коваль, старший нормувальник, інженер заводу «Запоріжсталь».
- 1981–1984 — старший інженер, начальник відділу кадрів заводу «Радіоприлад», місто Запоріжжя.
- 1984–1991 — інструктор Запорізького обкому КПУ.
- 1991–1998 — контролер, головний контролер-ревізор КРУ в Запорізькій області.

Голова ЦКК КПУ (червень 1993 — жовтень 1997).

## Парламентська діяльність
Народний депутат України 3-го скликання з 12 травня 1998 до 14 травня 2002 від КПУ, № 62 в списку. На час виборів: головний контролер-ревізор Контрольно-ревізійного управління в Запорізькій області, член КПУ. Член фракції КПУ (травень 1998 — листопад 2000), позафракційний (листопад 2000 — січень 2001), член фракції «Батьківщина» (з січня 2001). Голова підкомітету з питань контролю за виконанням Закону про Державний бюджет Комітету з питань бюджету (з липня 1998).
Народний депутат України 4-го скликання з 18 березня 2004 до 25 травня 2006 від Блоку Юлії Тимошенко, № 23 в списку. На час виборів: народний депутат України, член партії Всеукраїнське об'єднання «Батьківщина». Член фракції Блоку Юлії Тимошенко (з березня 2004). Член Комітету з питань соціальної політики та праці (з червня 2004), секретар (з березня 2005).
Народний депутат України 5-го скликання з 25 травня 2006 до 23 листопада 2007 від Блоку Юлії Тимошенко, № 23 в списку. На час виборів: народний депутат України, член партії Всеукраїнське об'єднання «Батьківщина». Член фракції «Блоку Юлії Тимошенко» (з травня 2006). Член Комітету з питань соціальної політики та праці (з липня 2006).